# 格拉斯新堡
格拉斯新堡（法語：Châteauneuf-Grasse，法語發音：[ʃatonœf ɡʁas]）是法国滨海阿尔卑斯省的一个市镇，位于该省中南部，属于格拉斯区。

## 地理
格拉斯新堡（43°40'30"N, 6°58'30"E）面积8.95 平方千米，位于法国普罗旺斯-阿尔卑斯-蓝色海岸大区滨海阿尔卑斯省，该省份为法国东南部沿海省份，南濒地中海，西南至瓦尔省，西北接上普罗旺斯阿尔卑斯省，北部和东部与意大利接壤。
与格拉斯新堡接壤的市镇（或旧市镇、城区）包括：卢河畔勒巴尔、格拉斯、奥皮奥、勒鲁雷、瓦尔博讷、穆昂-萨尔图。

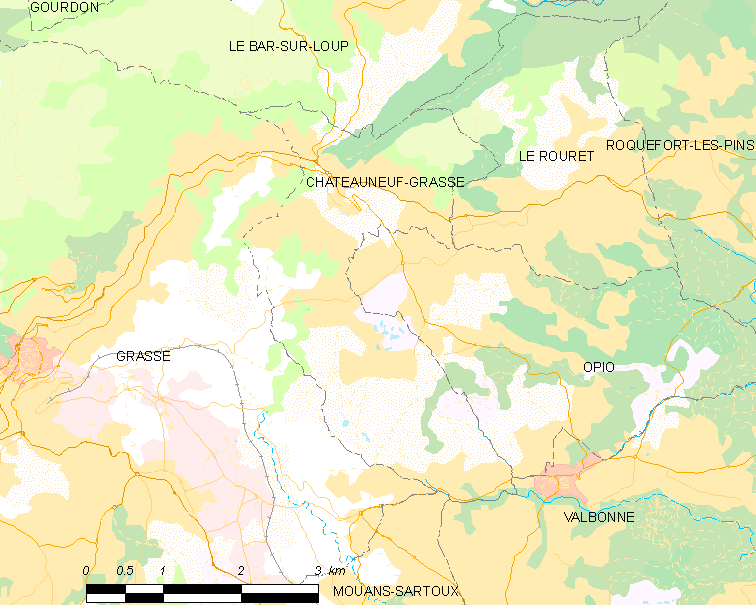
格拉斯新堡的OSM定位图

格拉斯新堡的时区为UTC+01:00、UTC+02:00（夏令时）。

## 行政
格拉斯新堡的邮政编码为06740，INSEE市镇编码为06038。

## 政治
格拉斯新堡所属的省级选区为瓦尔博讷县。

## 人口

1962-2008年间格拉斯新堡人口变化图示

格拉斯新堡于2022年1月1日时的人口数量为3765人。